# 大宅壮一
大宅 壮一（おおや そういち、1900年〈明治33年〉9月13日 - 1970年〈昭和45年〉11月22日）は、日本のジャーナリスト、ノンフィクション作家、評論家。妻は大宅壮一文庫の理事長を務めた大宅昌、三女はジャーナリストの大宅映子。

## 来歴・人物

### 生い立ち
大阪府三島郡富田村（現：高槻市富田）の醤油屋に父・八雄、母・トクの三男として生まれた。祖父の八右衛門は、嫁入りの日に差し押さえを受けるような貧しい所から富を作ったり、法廷へ出るのに衣類が無くて薦を被って行ったという者の金まで絞り取る程の残酷な人だったが、妻子には甘かった、と大宅壮一自身が書き残している。
父について大宅は『青春日記』で、「14歳より放蕩を始め、青年時代に法律を志して弁護士試験に失敗し、中年よりは選挙、警察界に足を入れて産を傾け、最後に生涯離さなかった酒の為に死んだ。父は寡黙、寛大、鷹揚で、殊に他人の物と我が物とを区別する観念が甚だ乏しかった」。放蕩の一端として「芸者を総上げして遊び廻ったり、角力のある毎に酒樽の鏡を抜いて自由に飲ましてやり、入浴に若い力士二三人に肩を流させたりした」と述べている。何人もの返済の当ての無い者に大金を恵むも同然に貸していたため、人望は厚く名士であった。また醤油製造の仕事はきっちりこなしていた。
兄の勇一も放蕩者であり得意先や掛取で頭を下げるのを嫌ったため、家業はもっぱら壮一の肩に任された。なおこの兄は1916年（大正5年）に放蕩の末病を得て実家に戻り、1917年（大正6年）に徴兵され近衛騎兵に配属、同年末、朝鮮鎮海湾の要塞の砲兵大隊に合格し転勤する。
母は富田に近い福井村出身であった。いつも目を赤く腫らしているような神経質な人であった。セイ、ユウという二人の姉と弟の活男がおり、ユウは大阪の質屋の永井家に嫁いだ。

### 学生時代
旧制富田尋常小学校、高等小学校を卒業。小学校を卒業後は大阪へ“商業見習”に出るつもりであった。大阪の姉の元へ修行へ出たりしている。この時に、丁稚や番頭らと質草の値踏みの練習を毎晩したが、壮一は番頭よりも値踏みが上手であったという。一方で親友が遠く離れて勉学に勤しむ姿に触発され、自身も中等学校への進学を親族に頼み込み、承諾を得た。入学の申請書類を小学校へ受け取りに行ったのはなんと中学校の入学試験の前日であったという。なお、小学校時代からの友人に大川光三がいる。
旧制茨木中学（現：大阪府立茨木高等学校）入学。一般的には尋常小学校を出て中等学校へ進むところを、高等小学校を出てから中等学校へ進んだため、同級生より年長であった。川端康成が三学年上に在籍していた。登下校時に寄った『虎谷』という書店は、川端も利用していた。在学中の成績は良好だったものの、唯一“唱歌”の科目のみ苦手だったという。実家の家業を支える一方で勉強が手につかなくなったりしていた。
当時の中学生向けの雑誌『少年』『少年倶楽部』などに作文や俳句を投稿したものが選ばれてメダルや昆虫採集用の虫籠など多くの懸賞を得ている。この頃、学内では大宅に関して、『部屋の四方をめぐらす鎖ほどのメダルを投稿で得ている』という噂され、川端康成も耳にしていたという。中学在学中の将来の夢は、まだジャーナリストではなく、渋沢栄一やカーネギーのような実業家であったり（実家の醤油業が傾いていたことによる）、文学者、渡米して学者であったりしている。家業をこなしつつ文学に親しむ一方で、ドイツ語とフランス語を独習していた。やがて教育勅語への疑問、米騒動の支持などから中学校からは好ましからざる生徒と目された。また、街の教会に講演に来た賀川豊彦に出会い、心惹きつけられる。中学校での友人の中には、秀才の寄気実英がいる。兄が家の金を持ち出して行方をくらました際に、父に兄の探索を命じられて大阪の松島遊郭を一軒々しらみつぶしに探し歩いたこともあるという。
1918年（大正7年）、18歳（旧制茨木中学4年生）の時、米騒動に際して民衆蜂起を支持する演説を行い、中学校を放校処分となる。前後して父死去。同年に専門学校入学者検定試験（通称・専検、当時存在した旧制中学卒業と同等資格）に合格し旧制高等学校入学資格を得る。
1919年（大正8年）、第三高等学校（現：京都大学）に入学。三高では茨木中学で一学年上であった文学好きの秀才・小方庸正と同級生となる。小方とは茨木中学時代から親交があり、時に病に伏せる小方が大宅に死の覚悟を打ち明けたりしている。学生生活は、弁論部に所属したり、校友会雑誌『嶽水会雑誌』に投稿をした。三高在学中に茨木中学校で制服に関するストライキが起きたが、背後に壮一の暗躍があったと言われている。兼ねてより心酔していた賀川が1921年（大正10年）に携わった川崎造船所の大規模ストライキには、馬上で指揮する賀川の伝令役を務めた。なお、大宅は、キリスト教の教会へ行くようになった目的は、同じ位の年齢、同じような趣味、教養をもった女性に接触する機会を得る目的の方が大きく、教会に通っているうちにずるずると労働運動の方に深入りすることになったと述べている。三高在学中の壮一はマルクス主義に傾倒していたという。父を失い兵役にある兄に代わり家業を手伝わねばならないため、京都の吉田までは実家から汽車で通った。登校途中の汽車内で、同じく大阪の実家から病気のために汽車通学をする梶井基次郎と出会う（旧制高校生は白線帽に独自の徽章を付けているので出先でも仲間を見つけ易い）。梶井は一年次は寮生活をしていたが、病気で実家からの通学に変更した。大宅は梶井と仲良くなり文学や恋愛を語り合った。また大宅と同じクラスであり、梶井とは寮で同室だった中谷孝雄が二人の友として加わる。
兵役を終えているはずの兄が戻らぬため、兄が所属する大隊の本部がある馬山へ探しに行った。三高在学中には大川光三より紹介された加島銀行員の女性と主に手紙を通じて交際をしている。後に最初の妻となる山本和子である。和子はいわゆるモダンガールだった。後、1922年三高卒業と同時に結婚する。
1922年（大正11年）、東京帝国大学文学部社会学科入学。帝大時代の大宅は小倉の袴にオールバックという出で立ちだった。大学1年の時に妻和子を東京へ呼び、下落合に間借りするも、生活費を稼ぐために東京帝大へ通学する傍ら、夜は下谷の岩倉鉄道学校（現：岩倉高等学校）で夜学の英語教師をした。また、長女が誕生している。新人会にも出入りしていた。大学2年の夏、帰省していた故郷から東京へ戻るため汽車に乗っていた1923年（大正12年）9月1日、関東大震災が発生する。汽車は鉄道破損のため沼津より先へは進めず、東京の妻子を心配した大宅は徒歩で箱根の山を越え東京下落合の家へ向い家族の無事を確かめている。しかし日本フェビアン協会の活動を通じて出会った近藤愛子と親しくなると妻和子も浮気をし、離婚に至る。愛子と再婚するも後に結核で亡くなる。娘は他家へ預けた。三高で同級生であった小方庸正と第七次『新思潮』の同人となる。なお第六次『新思潮』は茨木中学の先輩でもある川端康成らの手に成る。川端とは『新思潮』の引継ぎで出会い、文学を通じて仲良くなる。後に川端が秀子夫人と結婚し杉並町に家を持つと隣に大宅夫婦も越して来た。在学中よりジャーナリストの道に入るも、大学を中退。「ほとんど学校に出ず、授業料も納めなかったらいつのまにか除籍されてしまった」と回想している。

### 社会人時代
新潮社で『社会問題講座』シリーズを企画編集して成功、また雑誌『新潮』に評論を発表してジャーナリストとしてデビュー。当初は「左翼のパリパリの評論家」として知られていた。昭和初頭に創刊された週刊新聞『時局新聞』の編集顧問に名を連ねた。また、大久保康雄をはじめとした「翻訳工場」を組織し、多くの翻訳書を円本で刊行する。1933年（昭和8年）にはゴシップ・スキャンダル雑誌の『人物評論』を自ら編集・刊行。

### 歴史観
ナップの中央委員を務め、自宅を非合法下の日本共産党の秘密集会に提供した。1932年（昭和7年）6月に長男歩が、誕生した時もウラジーミル・レーニンやカール・マルクスに因んで「零仁」「丸人」などの名前を提案したほどであった。1933年（昭和8年）10月5日、オルグの実行者として特高に逮捕され、警視庁茅場町警察署にて一週間の留置を受ける。のち不起訴処分を受けて釈放。
1937年（昭和12年）の南京攻略戦では現地を取材しており、南京事件については規模に議論があるとした上で日本軍による虐殺の存在自体には事実であるとする証言をしている。
太平洋戦争中の1941年（昭和16年）には海軍宣伝班としてジャワ作戦に配属された。その際、同じ班には詩人の大木惇夫や漫画家の横山隆一がいた。その後、大木はこの時の経験を基に詩集「海原にありて歌へる」を出版し、その際に大宅が跋文を書いているが、その中で「戦争といふものは実に素晴らしい文化的啓蒙者である」と言っている。また、ジャワの軍政を担当していた今村均を賞賛し、今村が異動でいなくなった途端に大きく変わった、と嘆いている。
なお、戦時中にジャワで自身が乗船する輸送船が撃沈されたとき、「（旧制茨木中学で）泳ぎを習ったおかげで助かった、と旧制茨木中学の七十年記念式典に帰省したとき感謝していた」と中学時代の体育教師だった杉本伝が語っている大宅壮一が在学中の旧制茨木中学では全国に先駆けて学校内に水泳場が設置されていた。
戦後は猿取哲のペンネームで執筆を再開。
1950年（昭和25年）に、近衛文磨を評伝小説で描いた『日本の遺書』を刊行。また同年、週刊誌の企画で二代目・三遊亭歌笑と対談したが、直後に歌笑はGHQのジープにはねられ事故死した。なお没するまで週刊誌などで数多くの対談を行った。
イデオロギー的な表現を嫌い、1955年「無思想人宣言」を発表。ただし宗教と偽善者の排撃は終生止めなかった。宗教関係の文章では「出口王仁三郎訪問記」（『文学時代』新潮社1931年1月）「出口王仁三郎と大本弾圧事件」（『中央公論』〔80巻4号〕中央公論社1965年4月号）などがある。大宅の文章は、阿部真之助、高田保と比較され「マクラの真之助、サワリの壮一、オチの保」と言われたこともあるという。その観点で『昭和怪物伝』（角川書店、1957年）を著した。
1965年10月から没時の1970年11月まで『サンデー毎日』に「サンデー時評」を連載した（全244回）。連載中に取材見聞した中華人民共和国（当時表記は中共）での文化大革命は、幼い紅衛兵が支配者に利用され暴れてまわる様子を「ジャリ革命」と論評した。

### 大宅マスコミ塾
戦前から接点があった林房雄は、大宅を「当代野次馬精神の親玉」と評した。
1957年「ノンフィクションクラブ」を結成し、一匹狼のノンフィクションライター達を集め、若手ジャーナリストを育成、著名な門下生メンバーに、青地晨、藤原弘達、蘆原英了、草柳大蔵、村上兵衛、丸山邦男、末永勝介、大隈秀夫らがいた。他の初期メンバーに杉森久英、永井道雄、小野田政、梶山季之、奥野健男らがいた。ノンフィクションクラブに、のちに参加したメンバーには、高木健夫、三鬼陽之助、扇谷正造、大森実、巖谷大四、村島健一、渡部雄吉、楠本憲吉、永六輔らがいた。また他のメンバーに、佐賀潜、藤島泰輔、夏堀正元らがいた。
1967年（昭和42年）1月に「大宅壮一東京マスコミ塾」（略称・大宅マスコミ塾）を開塾する。逝去で幕が閉じられるまで、8期480名の塾生を送り出した。この年東南アジアへ船で旅行した時、同行した青地晨の回想では、航海中に海が荒れ大宅は階段から転げ落ち腰骨を打ったが、それでも狭いカイコ棚のベッドで英和辞典を引き『バートン版 千夜一夜物語』（集英社、全12巻。普及版も刊）の新訳を続行していた。

#### 没後以降
没年となった1970年（昭和45年）から「大宅壮一ノンフィクション賞」が発足、毎年気鋭のノンフィクション作家・作品に授与している。
大宅の膨大な蔵書資料を元にした「大宅壮一文庫」は雑誌ジャーナリズムの総合図書資料館で著名で、昌夫人が没時まで理事長を務めた。現在は三女・大宅映子が文庫理事長である。植田康夫（副理事長、上智大学名誉教授）が、没時まで運営進展に寄与した。

### 死去
1970年（昭和45年）11月22日、心臓血圧のため東京女子医科大学病院で死去。戒名は衆生院釈茫壮一大居士。
「週刊文春」の連載対談に登場するなど、面識のあった三島由紀夫が、割腹自決（三島事件）する3日前に病没したため、「生きていればあの事件をどう論評したか」と評された。娘の映子は「ジャーナリストとして本望なこと」とコメントしている。
葬儀は11月28日に青山葬儀所で行われ、同郷の生まれの川端康成が弔辞を読み、仕事仲間の池島信平や野間省一ら出版社幹部が葬儀委員となっている。

## 選集・全集
- 『大宅壮一選集』（全12巻、筑摩書房 1959-1960）
- 『大宅壮一の本』（全8巻、サンケイ新聞出版局 1966-1967）
- 『大宅壮一 個性的人間　わが人生観10』（大和書房 1969）、解説草柳大蔵
- 『大宅壮一 選集 無思想の思想』（文藝春秋 1972、新版1991）、解説青地晨
- 『大宅壮一エッセンス』（全6巻、講談社 1976）
- 『大宅壮一全集』（全30巻 蒼洋社、1982年完結）
英潮社で発売開始されたが、同社が倒産し、桜楓社（おうふう）を経て刊行された。
編集委員：井上靖、永井道雄、扇谷正造、青地晨、三鬼陽之助、草柳大蔵、梅棹忠夫
- 『サンデー時評　編集復刻版』[30]（限定版・2巻組、六花出版、2020）

### 伝記
- 新藤謙『大宅壮一とその時代』（東京書籍・東書選書、1983年）
- 大隈秀夫『裸の大宅壮一 マスコミ帝王』（三省堂、1996年）。大冊評伝
- 猪瀬直樹『マガジン青春譜 川端康成と大宅壮一』（小学館、1998年、同「著作集3」、2002年、文春文庫、2004年）。若き日の伝記
- 村上兵衛『昨日の歴史 大宅壮一と三島由紀夫の生と死』（光人社、2000年）。回想を交えた評伝
- 北村充史『テレビは日本人を「バカ」にしたか? 大宅壮一と「一億総白痴化」の時代』（平凡社新書、2007年）
- 阪本博志『大宅壮一の「戦後」』（人文書院、2019年）

## 語録
大宅による造語には以下がある。
- 一億総白痴化 - 1956年9月、『週刊東京』のコラムに「テレビ番組は低俗なものばかりで、これでは一億総白痴化である」と書いたことが契機となった[32]。日本のテレビメディア黎明期における発言。
- 駅弁大学
- HOTEL UNIVERSITY - 法政大学市ヶ谷キャンパスの旧53年館（大学院棟）について、夜になると付近を走る中央・総武緩行線の車窓から、屋上のHOSEI UNIVERSITYの文字のネオンが煌々と輝くのを見えたことを揶揄したもの
- 男の顔は履歴書である
- 恐妻 - 大宅壮一の妻・大宅昌は1906年の丙午の生まれであるため、大宅が迷信を利用して「恐妻」と面白おかしく描写した。1966年の丙午の年にもさらに話題となった[33]。
- 虚業家
- 口コミ
- ジュラルミン高校 - ナンバースクール以後の旧制高等学校を指した言葉[34]
- ステッキガール - 銀座で一人歩きをかこつ男性にサービスするモガを指す[35]
- 太陽族
- 阪僑 - 手塚治虫を漫画界の“阪僑”と呼んだ
- 肥後猛婦
- 緑の待合 - 接待ゴルフを揶揄した言葉[36]

## 出演映画
- 千夜一夜物語 - 元老院議員（声の出演）
- これがベトナム戦争だ! - 企画・監修
- 白と黒 - 本人役

## 出演番組
- フジテレビジョン「大宅壮一サンデーニュースショー」（1965年）- 毎週日曜に生放送でメインキャスターだった。ニュース原稿はアシスタント女性が読んで、大宅はそれらを解説するというものだった[37]。

## 関連人物
- 阿部真之助 - ※上記以外
- 山本夏彦
- 杉森久英
- 塩沢実信
- 扇谷正造
- 斎藤十一
- 大森実
- 梶山季之 - 以下はトップ屋関係
- 岩川隆
- 大下英治